# Grand Prix Azerbejdżanu 2023
Grand Prix Azerbejdżanu 2023, oficjalnie Formula 1 Azerbaijan Grand Prix 2023 – czwarta runda Mistrzostw Świata Formuły 1 w sezonie 2023. Grand Prix odbyło się w dniach 28–30 kwietnia 2023 na torze Bakı Şəhər Halqası w Baku. Wyścig wygrał Sergio Pérez (Red Bull Racing), a na podium kolejno stanęli Max Verstappen (Red Bull Racing) oraz Charles Leclerc (Ferrari).

## Lista startowa
| Nr          | Kierowca         | Zespół                                | Samochód                          | Silnik              | Opony |
| ----------- | ---------------- | ------------------------------------- | --------------------------------- | ------------------- | ----- |
| 1           | Max Verstappen   | Oracle Red Bull Racing                | Red Bull RB19                     | Honda RBPTH001      | P     |
| 2           | Logan Sargeant   | Williams Racing                       | Williams FW45                     | Mercedes-AMG F1 M14 | P     |
| 4           | Lando Norris     | McLaren F1 Team                       | McLaren MCL60                     | Mercedes-AMG F1 M14 | P     |
| 10          | Pierre Gasly     | BWT Alpine F1 Team                    | Alpine A523                       | Renault E-Tech RE23 | P     |
| 11          | Sergio Pérez     | Oracle Red Bull Racing                | Red Bull RB19                     | Honda RBPTH001      | P     |
| 14          | Fernando Alonso  | Aston Martin Aramco Cognizant F1 Team | Aston Martin AMR23                | Mercedes-AMG F1 M14 | P     |
| 16          | Charles Leclerc  | Scuderia Ferrari                      | Ferrari SF-23                     | Ferrari 066/10      | P     |
| 18          | Lance Stroll     | Aston Martin Aramco Cognizant F1 Team | Aston Martin AMR23                | Mercedes-AMG F1 M14 | P     |
| 20          | Kevin Magnussen  | MoneyGram Haas F1 Team                | Haas VF-23                        | Ferrari 066/10      | P     |
| 21          | Nyck de Vries    | Scuderia AlphaTauri                   | AlphaTauri AT04                   | Honda RBPTH001      | P     |
| 22          | Yūki Tsunoda     | Scuderia AlphaTauri                   | AlphaTauri AT04                   | Honda RBPTH001      | P     |
| 23          | Alexander Albon  | Williams Racing                       | Williams FW45                     | Mercedes-AMG F1 M14 | P     |
| 24          | Zhou Guanyu      | Alfa Romeo F1 Team Stake              | Alfa Romeo C43                    | Ferrari 066/10      | P     |
| 27          | Nico Hülkenberg  | MoneyGram Haas F1 Team                | Haas VF-23                        | Ferrari 066/10      | P     |
| 31          | Esteban Ocon     | BWT Alpine F1 Team                    | Alpine A523                       | Renault E-Tech RE23 | P     |
| 44          | Lewis Hamilton   | Mercedes-AMG Petronas F1 Team         | Mercedes-AMG F1 W14 E Performance | Mercedes-AMG F1 M14 | P     |
| 55          | Carlos Sainz Jr. | Scuderia Ferrari                      | Ferrari SF-23                     | Ferrari 066/10      | P     |
| 63          | George Russell   | Mercedes-AMG Petronas F1 Team         | Mercedes-AMG F1 W14 E Performance | Mercedes-AMG F1 M14 | P     |
| 77          | Valtteri Bottas  | Alfa Romeo F1 Team Stake              | Alfa Romeo C43                    | Ferrari 066/10      | P     |
| 81          | Oscar Piastri    | McLaren F1 Team                       | McLaren MCL60                     | Mercedes-AMG F1 M14 | P     |
| Źródło: FIA |                  |                                       |                                   |                     |       |

## Wyniki

### Zwycięzca sesji treningowej
| Nr          | Kierowca       | Konstruktor                | Czas     | Okr. |
| ----------- | -------------- | -------------------------- | -------- | ---- |
| 1           | Max Verstappen | Red Bull Racing-Honda RBPT | 1:42,315 | 22   |
| Źródło: FIA |                |                            |          |      |

### Kwalifikacje
| P                    | Nr | Kierowca         | Konstruktor                  | Czasy w kwalifikacjach | Czasy w kwalifikacjach | Czasy w kwalifikacjach | Poz. s. |
| P                    | Nr | Kierowca         | Konstruktor                  | Q1                     | Q2                     | Q3                     | Poz. s. |
| -------------------- | -- | ---------------- | ---------------------------- | ---------------------- | ---------------------- | ---------------------- | ------- |
| 1                    | 16 | Charles Leclerc  | Ferrari                      | 1:41,269               | 1:41,037               | 1:40,203               | 1       |
| 2                    | 1  | Max Verstappen   | Red Bull Racing-Honda RBPT   | 1:41,398               | 1:40,822               | 1:40,391               | 2       |
| 3                    | 11 | Sergio Pérez     | Red Bull Racing-Honda RBPT   | 1:41,756               | 1:41,131               | 1:40,495               | 3       |
| 4                    | 55 | Carlos Sainz Jr. | Ferrari                      | 1:42,197               | 1:41,369               | 1:41,016               | 4       |
| 5                    | 44 | Lewis Hamilton   | Mercedes                     | 1:42,113               | 1:41,650               | 1:41,177               | 5       |
| 6                    | 14 | Fernando Alonso  | Aston Martin Aramco-Mercedes | 1:41,720               | 1:41,370               | 1:41,253               | 6       |
| 7                    | 4  | Lando Norris     | McLaren-Mercedes             | 1:42,154               | 1:41,485               | 1:41,281               | 7       |
| 8                    | 22 | Yūki Tsunoda     | AlphaTauri-Honda RBPT        | 1:42,234               | 1:41,569               | 1:41,581               | 8       |
| 9                    | 18 | Lance Stroll     | Aston Martin Aramco-Mercedes | 1:42,524               | 1:41,576               | 1:41,611               | 9       |
| 10                   | 81 | Oscar Piastri    | McLaren-Mercedes             | 1:42,455               | 1:41,636               | 1:41,611               | 10      |
| 11                   | 63 | George Russell   | Mercedes                     | 1:42,073               | 1:41,654               |                        | 11      |
| 12                   | 31 | Esteban Ocon     | Alpine-Renault               | 1:42,622               | 1:41,798               |                        | PL      |
| 13                   | 23 | Alexander Albon  | Williams-Mercedes            | 1:42,171               | 1:41,818               |                        | 12      |
| 14                   | 77 | Valtteri Bottas  | Alfa Romeo-Ferrari           | 1:42,582               | 1:42,259               |                        | 13      |
| 15                   | 2  | Logan Sargeant   | Williams-Mercedes            | 1:42,242               | 1:42,395               |                        | 14      |
| 16                   | 24 | Zhou Guanyu      | Alfa Romeo-Ferrari           | 1:42,642               |                        |                        | 15      |
| 17                   | 27 | Nico Hülkenberg  | Haas-Ferrari                 | 1:42,755               |                        |                        | PL      |
| 18                   | 20 | Kevin Magnussen  | Haas-Ferrari                 | 1:43,417               |                        |                        | 16      |
| 19                   | 10 | Pierre Gasly     | Alpine-Renault               | 1:44,853               |                        |                        | 17      |
| 107% czasu: 1:48,357 |    |                  |                              |                        |                        |                        |         |
| NS                   | 21 | Nyck de Vries    | AlphaTauri-Honda RBPT        | 1:55,282               |                        |                        | 18      |
| Źródło: FIA          |    |                  |                              |                        |                        |                        |         |

Uwagi
1. 1 2  Lance Stroll i Oscar Piastri uzyskali identyczne czasy w trzeciej części kwalifikacji. Wyżej sklasyfikowano Strolla, ponieważ uzyskał czas jako pierwszy.
2. ↑  Esteban Ocon zakwalifikował się na dwunastym miejscu, ale został zobligowany do startu z alei serwisowej za zmianę ustawień zawieszenia w warunkach parc fermé[4].
3. ↑  Nico Hülkenberg zakwalifikował się na siedemnastym miejscu, ale został zobligowany do startu z alei serwisowej za zmianę ustawień zawieszenia w warunkach parc fermé[5].
4. ↑  Nyck de Vries nie spełnił reguły 107% czasu, ale został dopuszczony przez sędziów do wyścigu[6].

### Sprint Shootout
| P                    | Nr | Kierowca         | Konstruktor                  | Czasy w shootoucie | Czasy w shootoucie | Czasy w shootoucie | Poz. s. |
| P                    | Nr | Kierowca         | Konstruktor                  | SQ1                | SQ2                | SQ3                | Poz. s. |
| -------------------- | -- | ---------------- | ---------------------------- | ------------------ | ------------------ | ------------------ | ------- |
| 1                    | 16 | Charles Leclerc  | Ferrari                      | 1:42,820           | 1:42,500           | 1:41,697           | 1       |
| 2                    | 11 | Sergio Pérez     | Red Bull Racing-Honda RBPT   | 1:43,858           | 1:42,925           | 1:41,844           | 2       |
| 3                    | 1  | Max Verstappen   | Red Bull Racing-Honda RBPT   | 1:43,288           | 1:42,417           | 1:41,987           | 3       |
| 4                    | 63 | George Russell   | Mercedes                     | 1:43,763           | 1:43,112           | 1:42,252           | 4       |
| 5                    | 55 | Carlos Sainz Jr. | Ferrari                      | 1:43,622           | 1:42,909           | 1:42,287           | 5       |
| 6                    | 44 | Lewis Hamilton   | Mercedes                     | 1:43,561           | 1:43,061           | 1:42,502           | 6       |
| 7                    | 23 | Alexander Albon  | Williams-Mercedes            | 1:43,987           | 1:43,376           | 1:42,846           | 7       |
| 8                    | 14 | Fernando Alonso  | Aston Martin Aramco-Mercedes | 1:43,789           | 1:42,976           | 1:43,010           | 8       |
| 9                    | 18 | Lance Stroll     | Aston Martin Aramco-Mercedes | 1:43,879           | 1:43,375           | 1:43,064           | 9       |
| 10                   | 4  | Lando Norris     | McLaren-Mercedes             | 1:43,938           | 1:43,395           | –                  | 10      |
| 11                   | 81 | Oscar Piastri    | McLaren-Mercedes             | 1:44,179           | 1:43,427           |                    | 11      |
| 12                   | 27 | Nico Hülkenberg  | Haas-Ferrari                 | 1:44,843           | 1:43,806           |                    | 12      |
| 13                   | 31 | Esteban Ocon     | Alpine-Renault               | 1:44,433           | 1:44,088           |                    | PL      |
| 14                   | 20 | Kevin Magnussen  | Haas-Ferrari                 | 1:44,101           | 1:44,332           |                    | 13      |
| 15                   | 2  | Logan Sargeant   | Williams-Mercedes            | 1:44,042           | –                  |                    | WYC     |
| 16                   | 24 | Zhou Guanyu      | Alfa Romeo-Ferrari           | 1:45,177           |                    |                    | 14      |
| 17                   | 77 | Valtteri Bottas  | Alfa Romeo-Ferrari           | 1:45,352           |                    |                    | 15      |
| 18                   | 22 | Yūki Tsunoda     | AlphaTauri-Honda RBPT        | 1:45,436           |                    |                    | 16      |
| 19                   | 10 | Pierre Gasly     | Alpine-Renault               | 1:46,951           |                    |                    | 17      |
| 20                   | 21 | Nyck de Vries    | AlphaTauri-Honda RBPT        | 1:48,180           |                    |                    | 18      |
| 107% czasu: 1:48,617 |    |                  |                              |                    |                    |                    |         |
| Źródło: FIA          |    |                  |                              |                    |                    |                    |         |

Uwagi
1. ↑  Esteban Ocon zakwalifikował się na trzynastym miejscu, ale został zobligowany do startu z alei serwisowej za zmianę ustawień zawieszenia w warunkach parc fermé[4].
2. ↑  Logan Sargeant zakwalifikował się na piętnastym miejscu, ale na wniosek zespołu został wycofany ze sprintu[9].

### Sprint
| P           | Nr | Kierowca         | Konstruktor                  | Okr. | Czas         | Start | +/−       | Punkty |
| ----------- | -- | ---------------- | ---------------------------- | ---- | ------------ | ----- | --------- | ------ |
| 1           | 11 | Sergio Pérez     | Red Bull Racing-Honda RBPT   | 17   | 33:17,667    | 2     | 1         | 8      |
| 2           | 16 | Charles Leclerc  | Ferrari                      | 17   | +4,463       | 1     | 1         | 7      |
| 3           | 1  | Max Verstappen   | Red Bull Racing-Honda RBPT   | 17   | +5,065       | 3     | Bez zmian | 6      |
| 4           | 63 | George Russell   | Mercedes                     | 17   | +8,532       | 4     | Bez zmian | 5      |
| 5           | 55 | Carlos Sainz Jr. | Ferrari                      | 17   | +10,388      | 5     | Bez zmian | 4      |
| 6           | 14 | Fernando Alonso  | Aston Martin Aramco-Mercedes | 17   | +11,613      | 8     | 2         | 3      |
| 7           | 44 | Lewis Hamilton   | Mercedes                     | 17   | +16,503      | 6     | 1         | 2      |
| 8           | 18 | Lance Stroll     | Aston Martin Aramco-Mercedes | 17   | +18,417      | 9     | 1         | 1      |
| 9           | 23 | Alexander Albon  | Williams-Mercedes            | 17   | +21,757      | 7     | 2         |        |
| 10          | 81 | Oscar Piastri    | McLaren-Mercedes             | 17   | +22,851      | 11    | 1         |        |
| 11          | 20 | Kevin Magnussen  | Haas-Ferrari                 | 17   | +27,990      | 13    | 2         |        |
| 12          | 24 | Zhou Guanyu      | Alfa Romeo-Ferrari           | 17   | +34,602      | 14    | 2         |        |
| 13          | 10 | Pierre Gasly     | Alpine-Renault               | 17   | +36,918      | 17    | 4         |        |
| 14          | 21 | Nyck de Vries    | AlphaTauri-Honda RBPT        | 17   | +41,626      | 18    | 4         |        |
| 15          | 27 | Nico Hülkenberg  | Haas-Ferrari                 | 17   | +48,587      | 12    | 3         |        |
| 16          | 77 | Valtteri Bottas  | Alfa Romeo-Ferrari           | 17   | +49,917      | 15    | 1         |        |
| 17          | 4  | Lando Norris     | McLaren-Mercedes             | 17   | +51,104      | 10    | 7         |        |
| 18          | 31 | Esteban Ocon     | Alpine-Renault               | 17   | +1:00,621    | PL    | 1         |        |
| NS          | 22 | Yūki Tsunoda     | AlphaTauri-Honda RBPT        | 2    | NU (wypadek) | 16    |           |        |
| Źródło: FIA |    |                  |                              |      |              |       |           |        |

### Najszybsze okrążenie w sprincie
| Nr          | Kierowca     | Konstruktor                | Czas     | Okr. |
| ----------- | ------------ | -------------------------- | -------- | ---- |
| 11          | Sergio Pérez | Red Bull Racing-Honda RBPT | 1:43,616 | 11   |
| Źródło: FIA |              |                            |          |      |

### Wyścig
| P           | Nr | Kierowca         | Konstruktor                  | Okr. | Czas             | Start | +/−       | Punkty |
| ----------- | -- | ---------------- | ---------------------------- | ---- | ---------------- | ----- | --------- | ------ |
| 1           | 11 | Sergio Pérez     | Red Bull Racing-Honda RBPT   | 51   | 1:32:42,436      | 3     | 2         | 25     |
| 2           | 1  | Max Verstappen   | Red Bull Racing-Honda RBPT   | 51   | +2,137           | 2     | Bez zmian | 18     |
| 3           | 16 | Charles Leclerc  | Ferrari                      | 51   | +21,217          | 1     | 2         | 15     |
| 4           | 14 | Fernando Alonso  | Aston Martin Aramco-Mercedes | 51   | +22,024          | 6     | 2         | 12     |
| 5           | 55 | Carlos Sainz Jr. | Ferrari                      | 51   | +45,491          | 4     | 1         | 10     |
| 6           | 44 | Lewis Hamilton   | Mercedes                     | 51   | +46,145          | 5     | 1         | 8      |
| 7           | 18 | Lance Stroll     | Aston Martin Aramco-Mercedes | 51   | +51,617          | 9     | 2         | 6      |
| 8           | 63 | George Russell   | Mercedes                     | 51   | +1:14,240        | 11    | 3         | 4+1    |
| 9           | 4  | Lando Norris     | McLaren-Mercedes             | 51   | +1:20,376        | 7     | 2         | 2      |
| 10          | 22 | Yūki Tsunoda     | AlphaTauri-Honda RBPT        | 51   | +1:23,862        | 8     | 2         | 1      |
| 11          | 81 | Oscar Piastri    | McLaren-Mercedes             | 51   | +1:26,501        | 10    | 1         |        |
| 12          | 23 | Alexander Albon  | Williams-Mercedes            | 51   | +1:28,623        | 12    | Bez zmian |        |
| 13          | 20 | Kevin Magnussen  | Haas-Ferrari                 | 51   | +1:29,729        | 16    | 3         |        |
| 14          | 10 | Pierre Gasly     | Alpine-Renault               | 51   | +1:31,332        | 17    | 3         |        |
| 15          | 31 | Esteban Ocon     | Alpine-Renault               | 51   | +1:37,794        | PL    | 4         |        |
| 16          | 2  | Logan Sargeant   | Williams-Mercedes            | 51   | +1:40,943        | 14    | 2         |        |
| 17          | 27 | Nico Hülkenberg  | Haas-Ferrari                 | 50   | +1 okrążenie     | PL    | 3         |        |
| 18          | 77 | Valtteri Bottas  | Alfa Romeo-Ferrari           | 50   | +1 okrążenie     | 13    | 5         |        |
| NS          | 24 | Zhou Guanyu      | Alfa Romeo-Ferrari           | 36   | NU (przegrzanie) | 15    |           |        |
| NS          | 21 | Nyck de Vries    | AlphaTauri-Honda RBPT        | 9    | NU (wypadek)     | 18    |           |        |
| Źródło: FIA |    |                  |                              |      |                  |       |           |        |

Uwagi
1. ↑  Dodatkowy 1 punkt jest przyznawany kierowcy, który ustanowił najszybsze okrążenie w wyścigu, pod warunkiem, że ukończył wyścig w pierwszej 10.

### Najszybsze okrążenie w wyścigu
| Nr          | Kierowca       | Konstruktor | Czas     | Okr. |
| ----------- | -------------- | ----------- | -------- | ---- |
| 63          | George Russell | Mercedes    | 1:43,370 | 51   |
| Źródło: FIA |                |             |          |      |

### Prowadzenie w wyścigu
| Nr                              | Kierowca        | Konstruktor                | Okrążenia | Suma |
| ------------------------------- | --------------- | -------------------------- | --------- | ---- |
| 16                              | Charles Leclerc | Ferrari                    | 1–2       | 2    |
| 1                               | Max Verstappen  | Red Bull Racing-Honda RBPT | 3–9       | 7    |
| 11                              | Sergio Pérez    | Red Bull Racing-Honda RBPT | 10–51     | 42   |
| \| Wykres \| \| ------ \| \| \| |                 |                            |           |      |
| Źródło: FIA                     |                 |                            |           |      |
| Wykres                          |                 |                            |           |      |
|                                 |                 |                            |           |      |

## Klasyfikacja po wyścigu

### Kierowcy
W przypadku sprintu uwzględniono jedynie zdobycz punktową.
| P           | +/−       | Kierowca         | Zgł. | Punkty | P1 | P2 | P3 | PP | NO | NS | NU |
| ----------- | --------- | ---------------- | ---- | ------ | -- | -- | -- | -- | -- | -- | -- |
| 1           | Bez zmian | Max Verstappen   | 4    | 93     | 2  | 2  | –  | 2  | 1  | –  | –  |
| 2           | Bez zmian | Sergio Pérez     | 4    | 87     | 2  | 1  | –  | 1  | 1  | –  | –  |
| 3           | Bez zmian | Fernando Alonso  | 4    | 60     | –  | –  | 3  | –  | –  | –  | –  |
| 4           | Bez zmian | Lewis Hamilton   | 4    | 48     | –  | 1  | –  | –  | –  | –  | –  |
| 5           | Bez zmian | Carlos Sainz Jr. | 4    | 34     | –  | –  | –  | –  | –  | –  | –  |
| 6           | 4         | Charles Leclerc  | 4    | 28     | –  | –  | 1  | 1  | –  | 2  | 2  |
| 7           | Bez zmian | George Russell   | 4    | 28     | –  | –  | –  | –  | 1  | 1  | 1  |
| 8           | 2         | Lance Stroll     | 4    | 27     | –  | –  | –  | –  | –  | 1  | 1  |
| 9           | 1         | Lando Norris     | 4    | 10     | –  | –  | –  | –  | –  | –  | –  |
| 10          | 1         | Nico Hülkenberg  | 4    | 6      | –  | –  | –  | –  | –  | –  | –  |
| 11          | 2         | Oscar Piastri    | 4    | 4      | –  | –  | –  | –  | –  | 1  | 1  |
| 12          | 1         | Valtteri Bottas  | 4    | 4      | –  | –  | –  | –  | –  | –  | –  |
| 13          | 1         | Esteban Ocon     | 4    | 4      | –  | –  | –  | –  | –  | 1  | 2  |
| 14          | Bez zmian | Pierre Gasly     | 4    | 4      | –  | –  | –  | –  | –  | –  | 1  |
| 15          | Bez zmian | Zhou Guanyu      | 4    | 2      | –  | –  | –  | –  | 1  | 1  | 1  |
| 16          | Bez zmian | Yūki Tsunoda     | 4    | 2      | –  | –  | –  | –  | –  | –  | –  |
| 17          | 1         | Alexander Albon  | 4    | 1      | –  | –  | –  | –  | –  | 2  | 2  |
| 18          | 1         | Kevin Magnussen  | 4    | 1      | –  | –  | –  | –  | –  | –  | 1  |
| 19          | Bez zmian | Logan Sargeant   | 4    | 0      | –  | –  | –  | –  | –  | –  | 1  |
| 20          | Bez zmian | Nyck de Vries    | 4    | 0      | –  | –  | –  | –  | –  | 1  | 2  |
| Źródło: FIA |           |                  |      |        |    |    |    |    |    |    |    |

### Konstruktorzy
W przypadku sprintu uwzględniono jedynie zdobycz punktową.
| P           | +/−       | Konstruktor                  | Zgł. | Punkty | P1 | P2 | P3 | PP | NO | NS | NU |
| ----------- | --------- | ---------------------------- | ---- | ------ | -- | -- | -- | -- | -- | -- | -- |
| 1           | Bez zmian | Red Bull Racing-Honda RBPT   | 8    | 180    | 4  | 3  | –  | 3  | 2  | –  | –  |
| 2           | Bez zmian | Aston Martin Aramco-Mercedes | 8    | 87     | –  | –  | 3  | –  | –  | 1  | 1  |
| 3           | Bez zmian | Mercedes                     | 8    | 76     | –  | 1  | –  | –  | 1  | 1  | 1  |
| 4           | Bez zmian | Ferrari                      | 8    | 62     | –  | –  | 1  | 1  | –  | 2  | 2  |
| 5           | Bez zmian | McLaren-Mercedes             | 8    | 14     | –  | –  | –  | –  | –  | 1  | 1  |
| 6           | Bez zmian | Alpine-Renault               | 8    | 8      | –  | –  | –  | –  | –  | 1  | 3  |
| 7           | Bez zmian | Haas-Ferrari                 | 8    | 7      | –  | –  | –  | –  | –  | –  | 1  |
| 8           | Bez zmian | Alfa Romeo-Ferrari           | 8    | 6      | –  | –  | –  | –  | 1  | 1  | 1  |
| 9           | Bez zmian | AlphaTauri-Honda RBPT        | 8    | 2      | –  | –  | –  | –  | –  | 1  | 2  |
| 10          | Bez zmian | Williams-Mercedes            | 8    | 1      | –  | –  | –  | –  | –  | 2  | 3  |
| Źródło: FIA |           |                              |      |        |    |    |    |    |    |    |    |